# 熱帯魚 (曲)
「熱帯魚」（ねったいぎょ）は、岩崎宏美の10枚目のシングル。1977年7月5日にビクター音楽産業よりリリースされた
。

## 概要
A・B面曲ともに、作曲・編曲には川口真が起用された。
「熱帯魚」は大橋恵里子が、岩崎自身も歌手デビューのきっかけとなったオーディション番組『スター誕生!』（日本テレビ系）のテレビ予選と決戦大会で歌唱している。
2010年公開の映画『FLOWERS -フラワーズ-』の作中（昭和52年）のテレビ番組で、岩崎が本曲の一部を歌唱する場面が流れる。

## 収録曲
- 両楽曲共に、作詞：阿久悠／作曲・編曲：川口真

1. 熱帯魚（3分23秒）
2. 夏のたまり場（3分12秒）